# Scrupocellaria cervicornis
Scrupocellaria cervicornis är en mossdjursart. Scrupocellaria cervicornis ingår i släktet Scrupocellaria och familjen Candidae. Utöver nominatformen finns också underarten S. c. spinosa.